# Reinaldo Manoel da Silva
Reinaldo Manoel da Silva (Porto Calvo, Alagoas, Brasil, 28 de septiembre de 1989), conocido como Reinaldo, es un futbolista brasileño. Juega de lateral izquierdo y su equipo actual es el Mirassol de la Serie A de Brasil.

## Trayectoria
Reinaldo se formó en clubes del ascenso del estado de São Paulo. El 16 de mayo de 2012 fue enviado a préstamo al Sport Recife de la Serie A desde el Penapolense por toda la temporada. Debutó en la primera división brasileña el 27 de mayo en el empate sin goles contra el Santos.
El 29 de mayo de 2013 llegó al São Paulo en condición de préstamo. El 30 de noviembre tras ser un jugador regular en el equipo titular, fue fichado por el club.
El 8 de febrero de 2016, Reinaldo fue enviado a préstamo al Ponte Preta. Renovó su contrato con el São Paulo el 28 de diciembre y fue enviado a préstamo al Chapecoense para la temporada 2017.

## Estadísticas
Actualizado al último partido disputado el 27 de agosto de 2020.
| Club | Div.          | Temporada     | Liga  | Liga  | Estatal | Estatal | Copas nacionales(1) | Copas nacionales(1) | Copas internacionales(2) | Copas internacionales(2) | Otras(3) | Otras(3) | Total | Total |
| Club | Div.          | Temporada     | Part. | Goles | Part.   | Goles   | Part.               | Goles               | Part.                    | Goles                    | Part.    | Goles    | Part. | Goles |
| --- | ------------- | ------------- | ----- | ----- | ------- | ------- | ------------------- | ------------------- | ------------------------ | ------------------------ | -------- | -------- | ----- | ----- |
| Penapolense · Brasil | SP3           | 2010          | -     | -     | 19      | 4       | -                   | -                   | -                        | -                        | -        | -        | 19    | 4     |
| Penapolense · Brasil | SP3           | 2011          | -     | -     | 23      | 4       | -                   | -                   | -                        | -                        | -        | -        | 23    | 4     |
| Penapolense · Brasil | Total club    | Total club    | 0     | 0     | 42      | 8       | 0                   | 0                   | 0                        | 0                        | 0        | 0        | 42    | 8     |
| Paulista · Brasil | SP            | 2011          | -     | -     | 0       | 0       | -                   | -                   | -                        | -                        | -        | -        | 0     | 0     |
| Paulista · Brasil | SP            | 2012          | -     | -     | 17      | 3       | 2                   | 0                   | -                        | -                        | -        | -        | 19    | 3     |
| Paulista · Brasil | Total club    | Total club    | 0     | 0     | 17      | 3       | 2                   | 0                   | 0                        | 0                        | 0        | 0        | 19    | 3     |
| Sport Recife · Brasil | 1.ª           | 2012          | 24    | 0     | -       | -       | 3                   | 0                   | -                        | -                        | -        | -        | 27    | 0     |
| Sport Recife · Brasil | 2.ª           | 2013          | 2     | 0     | 14      | 3       | -                   | -                   | -                        | -                        | 8        | 0        | 24    | 3     |
| Sport Recife · Brasil | Total club    | Total club    | 26    | 0     | 14      | 3       | 3                   | 0                   | 0                        | 0                        | 8        | 0        | 51    | 3     |
| São Paulo · Brasil | 1.ª           | 2013          | 26    | 2     | -       | -       | -                   | -                   | 5                        | 0                        | -        | -        | 31    | 2     |
| São Paulo · Brasil | 1.ª           | 2014          | 17    | 0     | 6       | 0       | 0                   | 0                   | 1                        | 0                        | -        | -        | 24    | 0     |
| São Paulo · Brasil | 1.ª           | 2015          | 23    | 0     | 9       | 0       | 5                   | 0                   | 7                        | 1                        | -        | -        | 44    | 1     |
| Ponte Preta · Brasil | 1.ª           | 2016          | 32    | 2     | 12      | 2       | 7                   | 0                   | -                        | -                        | -        | -        | 51    | 4     |
| Ponte Preta · Brasil | Total club    | Total club    | 32    | 2     | 12      | 2       | 7                   | 0                   | 0                        | 0                        | 0        | 0        | 51    | 4     |
| Chapecoense · Brasil | 1.ª           | 2017          | 34    | 5     | 18      | 1       | 1                   | 0                   | 11                       | 2                        | 1        | 0        | 65    | 8     |
| Chapecoense · Brasil | Total club    | Total club    | 34    | 5     | 18      | 1       | 1                   | 0                   | 11                       | 2                        | 1        | 0        | 65    | 8     |
| São Paulo · Brasil | 1.ª           | 2018          | 31    | 2     | 10      | 1       | 3                   | 0                   | 4                        | 0                        | -        | -        | 48    | 3     |
| São Paulo · Brasil | 1.ª           | 2019          | 35    | 5     | 15      | 1       | 1                   | 0                   | 2                        | 0                        | -        | -        | 53    | 6     |
| São Paulo · Brasil | 1.ª           | 2020          | 5     | 1     | 10      | 1       | 0                   | 0                   | 2                        | 1                        | -        | -        | 17    | 3     |
| São Paulo · Brasil | Total club    | Total club    | 137   | 10    | 50      | 3       | 9                   | 0                   | 21                       | 2                        | 0        | 0        | 217   | 15    |
| Total carrera | Total carrera | Total carrera | 229   | 17    | 153     | 20      | 22                  | 0                   | 32                       | 4                        | 9        | 0        | 445   | 41    |
| (1) Incluye datos de la Copa de Brasil (2) Incluye datos de la Copa Sudamericana, la Copa Libertadores y la Recopa Sudamericana (2017) (3) Incluye datos de la Copa do Nordeste y la Primera Liga de Brasil |               |               |       |       |         |         |                     |                     |                          |                          |          |          |       |       |

## Palmarés

### Títulos estatales
| Título                 | Club                   | Estado             | Año  |
| ---------------------- | ---------------------- | ------------------ | ---- |
| Campeonato Paulista A3 | Penapolense            | São Paulo          | 2011 |
| Copa Paulista          | Paulista Futebol Clube | São Paulo          | 2011 |
| Campeonato Catarinense | Chapecoense            | Santa Catarina     | 2017 |
| Campeonato Paulista    | São Paulo FC           | São Paulo          | 2021 |
| Recopa Gaúcha          | Grêmio FBPA            | Río Grande del Sur | 2023 |